# Algeciras (Huila)
Algeciras es un municipio colombiano ubicado en el departamento del Huila. Yace sobre la parte media del valle del Magdalena, enmarcada entre la cordillera oriental y un ramal de la misma, que nace en esta misma cordillera en el Valle de Miraflores al sur del municipio, colindando con el departamento del Caquetá. Hace parte de la región SubNorte del departamento. Su extensión territorial es de 672 km², su altura es de 1.528 m s. n. m. y su temperatura promedio es de 20-22 °C.
Cuenta con una población de 24.708 habitantes de acuerdo con proyección del DANE para año 2019. Se destaca por su producción agropecuaria a gran escala a nivel departamental, lo cual explica las 1.789 unidades agropecuarias que son el centro de la actividad económica municipal, representada en el 69% en cultivos de café, caña panelera, cacao, hortalizas, frutales y, en menor medida, arroz. Es conocida como «"La Despensa Agrícola del Huila"».

## Toponimia
Este municipio tomó su nombre del municipio de Algeciras, España. Aunque no constan en ningún documento oficial los motivos por los que se eligió este nombre, sí existen testimonios orales de vecinos que refieren las razones de la elección del topónimo español "Algeciras" para el moderno municipio de San Juanito (erigido en 1924 por segregación de Campoalegre). En primer lugar consideraron que San Juanito no era un nombre apropiado ni serio para un municipio (sí lo era para una vereda o barrio). Acordaron que lo propio era un nombre español, dado el carácter hispano de sus fundadores, llevado muy a gala. Probaron con varios nombres de ciudades españolas que encontraron en un átlas, pero fueron encontrando en una enciclopedia que ya existían otros municipios americanos e incluso colombianos con esos nombres. Finalmente alguien propuso Algeciras y a todos sonó bien. Comprobaron que se trataba de un importante puerto andaluz y que significaba isla en árabe (Aljazirat al hadra, isla verde). Gustó la traducción y hubo quién pensó que también ellos eran una isla verde en medio de los Andes.
Consta en ciertos documentos históricos que "El nombre de Algeciras surgió en una reunión acompañada de aguardiente, en la que tomaron parte Luz María Bautista Díaz, Gil Solano Salas, Luis Cardona, dueño de una Droguería administrada por un hermano suyo llamado Clímaco  y el señor Luis Medina, quienes estuvieron de acuerdo en el nombre, en homenaje al puerto español de la provincia de Cádiz. Es de observar que los Alcaldes de la época, Arturo Manrique y Joaquín Liévano, hicieron colocar letreros en las peñas o rocas ubicadas a lo largo del camino del poblado y el tramo de carreteras construido entre Campoalegre y el sitio conocido como el Campamento, hasta donde lleva la vía, con el fin de que los moradores siguieran llamando al municipio con el nuevo nombre, ya que de lo contrario seria objeto de severas multas o sanciones económicas".

## División Político-Administrativa
Además de su Cabecera municipal. Algeciras tiene bajo su jurisdicción los siguientes Centros poblados:
- El Paraíso Nuevo
- El Paraíso Viejo
- El Toro
- La Arcadia

## Historia
En 1824, los hermanos Gabriel y Miguel Perdomo Buendía, acompañados de varios trabajadores, llegaron en busca de fortuna a la colina de la Cordillera Oriental, que baña el Quebradón, el Rioblanco y las Dantas. Al día siguiente abrieron un claro en el bosque que apellidaron “El Paso”.
Al año siguiente llegó Miguel Antonio Ortiz, acompañado de algunos parientes, atraídos por la explotación del caucho y la quina, muy abundante en esa zona colombiana y con la noticia ya difundida por todo el país, de que además, aquella parte de la cordillera era excepcionalmente rica en oro. En 1827 un terremoto sepultó con todos sus haberes a don Miguel Antonio Ortiz, los otros huyeron espantados: El Quebradón, el Rioblanco y las Damas –desbordados- inundaron, atropellaron y barrieron los terrenos aledaños.
Posteriormente los hermanos Gabriel y Miguel Perdomo Buendía, volvieron a descuajar la montaña, a explotar el caucho y la quina y a hacer las primeras plantaciones que debían asegurarles su sustento y permanencia en la región. Resolvieron fundar un pueblo, sobre la margen derecha del río Neiva, al que dieron el nombre de “El Puente”, donde se realizaban las transacciones de los productos de la región; sus moradores festejaban las fiestas de San Juan -24 de junio- y al día siguiente -25 de junio- se trasladaban a un lugar distante 5 kilómetro al Sur, donde habían construido una casa pequeña en el centro de una vasta y amena meseta, a celebras la fiesta de San Juanito.
Cuando el precio de la quina bajó de tal forma que no se justificaba sus búsqueda en aquellas regiones y la leyenda del oro se diluyó, los pobladores decidieron abandonar su negocio y trasladarse al valle.
El nuevo Corregimiento es erigido como Municipio por la Asamblea del Huila, por medio de la ordenanza n.º 41 del 8 de abril de 1924, dándole el nombre de San Juanito, denominación que llevó hasta el 16 de junio de 1937, fecha en que se le cambió el nombre por el de Algeciras, según ordenanza departamental n.º 036 en honor a la ciudad española de Algeciras, en Andalucía. El cambio de nombre se le comunicó oficialmente a la comunidad, mediante una campaña en la que todas las puertas de las casas amanecieron con el nombre de "Algeciras" escrito con tiza blanca.
El lugar donde actualmente se encuentra el municipio, fue asentamiento en otras épocas de la Nación Tama a la que pertenecieron las tribus de los Otaces, los Dujos, los Anaconas, los Pantágoras entre otros. 

## Personajes ilustres
- Adolfo Suaza: Pintor hiperrealista de paisajes huilenses.[6]
- Jorge Jojoa: Pintor especializado en paisajes rurales colombianos.[7][8][9]
- Raúl Rivera Cortés: Músico y político.[10][11]
- Luis Enrique Suaza: Campesino e imagen oficial del sector cafetero para municipio de Algeciras.[12]
- Jorge Humberto Trujillo: Profesor y escritor.[13]
- Yesid Ramírez Bastidas: Magistrado Corte Suprema de Justicia.[14]
- Carlos Alberto Celis Victoria: Médico cardiólogo, pintor, y escritor.[15]
- Rubén Darío Celis Victoria: (1961-2021) Médico cardiólogo.[16]

## Servicios públicos
- Energía Eléctrica: Electrohuila, es la empresa prestadora del servicio de energía eléctrica.
- Gas Natural: Alcanos de Colombia, es la empresa distribuidora y comercializadora de gas natural en el municipio.